# آنتونیو مولینو روخو
آنتونیو مولینو روخو (اسپانیایی: Antonio Molino Rojo‎؛ ‏ ۱۴ سپتامبر ۱۹۲۶ – ۲ نوامبر ۲۰۱۱) بازیگر اهل اسپانیا بود.
از فیلم‌هایی که وی در آن نقش داشته‌است، می‌توان به انتقام زورو، خوب، بد، زشت، روزی روزگاری در غرب، به من می‌گویند هیچ‌کس، به خاطر یک مشت دلار، به خاطر چند دلار بیشتر، گلادیاتور شکست‌ناپذیر، آقای آرکادین، ویروس، ال‌لازاریو دی تورمس، بیست گام تا مرگ و برگ برنده اشاره کرد.